# Suối Pa Ma
Suối Pa Ma hay huổi Pa Ma là một con suối đổ ra Nậm Ma. Suối Pa Ma chảy ở xã Chung Chải huyện Mường Nhé, tỉnh Điện Biên, Việt Nam .
Suối có chiều dài 20 km và diện tích lưu vực là 58 km² .